# Massedarlehen
Massedarlehen sind die im Insolvenzverfahren durch den Insolvenzverwalter bei Massegläubigern wie Kreditinstituten, staatlichen Förderbanken, Lieferanten oder Kunden aufgenommenen Kredite zur Aufrechterhaltung des Geschäftsbetriebs durch Sicherstellung der Zahlungsfähigkeit. Es handelt sich um eine Sonderform von Masseverbindlichkeiten.

## Rechtsgrundlagen
Bereits die bis 1999 geltende Konkursordnung sah den Begriff der „Masseschulden“ in § 59 Konkursordnung (KO) vor. In der seitdem geltenden Insolvenzordnung (InsO) hat der Gesetzgeber jedoch von einer Legaldefinition des Begriffs „Masseverbindlichkeiten“ abgesehen, sondern setzt diese in § 61 InsO als bekannt voraus. Danach sind alle durch den Insolvenzverwalter neu aufgenommenen Verbindlichkeiten des insolventen Unternehmens als Masseverbindlichkeiten anzusehen. Entsprechend kann eine zur Insolvenztabelle angemeldete Forderung nicht Masseforderung sein. Masseforderungen sind mithin Ansprüche von Vertragspartnern insbesondere aus den vom Insolvenzverwalter getätigten Zukäufen von Rohstoffen/Waren für die Masse, aus Wechsel- und Scheckverpflichtungen des Verwalters und aus von ihm aufgenommenen Darlehen. Der Massegläubiger hat im Streitfalle lediglich zu beweisen, dass der Massekredit für den genannten Zweck mit Zustimmung des Verwalters gewährt, nicht aber, dass der Massekredit zum genannten Zweck auch verwandt wurde. Masseforderungen sind gegenüber anderen Insolvenzforderungen privilegiert, da sich der Massegläubiger nicht die Insolvenzquote anrechnen lassen muss.
Nach § 53 InsO erfolgt die Darlehensrückzahlung (sofern eine entsprechende Insolvenzmasse vorhanden ist) von Massedarlehen (da sie Masseverbindlichkeiten sind) vorrangig gegenüber den Forderungen, die vor Insolvenzeröffnung aufgenommen wurden. Im Fall der Fortführung des Unternehmens verwandeln sich Massedarlehen mit der Beendigung des Insolvenzverfahrens in reguläre Forderungen gegen das Unternehmen.
Der Insolvenzverwalter hat die Masseverbindlichkeiten nach der in § 209 InsO geregelten Rangordnung zu befriedigen.
Zwangsvollstreckungsmaßnahmen bezüglich Forderungen aus Massedarlehen sind nach § 90 InsO im ersten halben Jahr nach Insolvenzeröffnung grundsätzlich unzulässig.
Aus Sicht der Massegläubiger ist der Massekredit ein Darlehen im Sinne des § 488 Abs. 1 BGB, bei Banken fallen Massekredite wie alle Kredite unter den Kreditbegriff des § 19 Abs. 1 KWG und unterliegen denselben bankaufsichtsrechtlichen Meldebestimmungen.

## Haftung des Insolvenzverwalters
Bereits auf der Grundlage der alten Konkursordnung hatte der Bundesgerichtshof die Massegläubiger gewarnt. So seien die Geschäftspartner des Konkursverwalters durch die Konkurseröffnung als solche gewarnt und müssten sich des Risikos der Masseunzulänglichkeit ihrer Forderungen bewusst sein. Nur dann, wenn der Konkursverwalter erkannt habe oder bei Anwendung der im Verkehr gebotenen Sorgfalt habe erkennen können, dass der Betrieb noch nicht einmal seinen Aufwand erwirtschafte und die vorhandene Masse zur Deckung nicht ausreiche, hafte er nach § 82 KO für die dennoch begründeten Masseschulden.
Diese den Massegläubiger kaum schützende Rechtsprechung des BGH wurde deshalb durch die neue Insolvenzordnung abgelöst. In § 61 InsO wird eine verschärfte Haftung des Insolvenzverwalters für Masseverbindlichkeiten begründet, die aus der Insolvenzmasse nicht voll zurückgezahlt werden können (sog. Masseunzulänglichkeit). Danach ist der Verwalter dem Massegläubiger zum Schadensersatz verpflichtet, wozu der Massegläubiger dem Verwalter Pflichtwidrigkeit nachweisen muss.
Um die Haftung zu verschärfen, greift § 61 Satz 2 InsO sogar zum rechtstechnischen Mittel der Beweislastumkehr, wonach die persönliche Haftung des Insolvenzverwalters bei Masseunzulänglichkeit den Regelfall darstellt. Fällt ein Massegläubiger mit seiner Forderung aus, so wird bereits für den Zeitpunkt ihres Entstehens vermutet, dass dieser Ausfall wahrscheinlicher war als das Gegenteil. Der Insolvenzverwalter kann diese Vermutung ausräumen, indem er das Gegenteil beweist, oder sich wenigstens mit dem Beweis entlasten, dass er die vermutete Masseunzulänglichkeit nicht hat erkennen können. Der Verwalter haftet mithin, wenn er sich nicht von dem Vorwurf entlasten kann, er habe bei Begründung der Masseverbindlichkeiten durch Wahl der Vertragserfüllung gemäß § 103 Abs. 1 InsO erkennen können, dass die Masse voraussichtlich nicht zur Erfüllung der Verbindlichkeiten ausreichen würde. Die Haftung tritt bereits ein, wenn die Forderung des Massegläubigers bei Fälligkeit nicht erfüllt werden kann. 
Der Insolvenzverwalter muss sich laufend über den Stand der Deckung der Masseverbindlichkeiten durch Vorlage kontinuierlicher Liquiditätsplanung und Statusübersichten informieren. Er haftet jedoch nicht, wenn er zum Zeitpunkt der Begründung der Masseverbindlichkeit einen – aus damaliger Sicht – auf zutreffenden Anknüpfungstatsachen beruhenden und sorgfältig erwogenen Liquiditätsplan erstellt hat, der eine Erfüllung der fälligen Masseverbindlichkeit erwarten ließ. Eine unvorhersehbare Fehleinschätzung ist ebenfalls nicht pflichtwidrig.
Um eine Haftung auszuschließen, wird vom Insolvenzverwalter durch die Rechtsprechung verlangt, aufgrund einer zutreffenden Zwischenbilanz, der nachgewiesenen Auftrags- und Ertragslage sowie eines sorgfältig ausgearbeiteten Insolvenzplanes die sichere Prognose abzuleiten, dass aufgenommene Massekredite zurückgezahlt werden können.

## Besonderes Risiko
Dennoch sind Massegläubiger einem besonderen Rückzahlungsrisiko ausgesetzt. Sie müssen sich weitgehend auf die Prognose des Verwalters verlassen können, dass ihre Massekredite vertragsgemäß nebst Zinsen zurückgezahlt werden können und nicht der Gefahr der Masseunzulänglichkeit unterliegen. Denn nur der Insolvenzverwalter besitzt einen vollständigen Überblick über den Umfang der Masse und die Höhe der Masseverbindlichkeiten. Seine Haftung beginnt erst dann, wenn der Eintritt der Masseunzulänglichkeit wahrscheinlicher ist als der Nichteintritt. 
Die verschärfte Haftung des Verwalters hat der Gesetzgeber damit begründet, den Vertragspartner treffe bei unzureichender Masse ein erhöhtes Risiko, das weit über die allgemeinen Gefahren des Vertragsschlusses mit einem Insolvenzverwalter hinausgehe. Die verschärfte Haftung soll mithin die Gefahr verringern, dass Dritte nicht mehr bereit wären, Geschäftsbeziehungen mit dem insolventen Unternehmen aufzunehmen. Die Unternehmensfortführung würde dadurch entscheidend erschwert.
Die Solvabilitätsverordnung hat für Kreditinstitute die Gewährung von Massekrediten – soweit sie unbesichert bleiben – erheblich erschwert. Geht man davon aus, dass eine Vielzahl von Massekrediten an Unternehmen mit sehr schlechten Ratings zu gewähren wäre, sind diese Massekredite mit 150 % Eigenmitteln zu unterlegen. Daran ändert auch die formal verschärfte Haftung des Insolvenzverwalters nichts. 
Es ist jedoch zu bezweifeln, ob diese formal verschärfte Haftung dem Massegläubiger materiell etwas nutzt. In aller Regel kann davon ausgegangen werden, dass die Höhe der Massekredite das haftende Privatvermögen des Insolvenzverwalters bei weitem überschreitet, sodass die möglichen Schadensersatzforderungen nicht durch das Privatvermögen gedeckt sein dürften. Damit verbleibt für den Massegläubiger die Abwägung, einem in kritischer Situation befindlichen Unternehmen Massekredite zu gewähren, die unter Berücksichtigung etwaiger Kreditsicherheiten einer insolvenzrechtlichen Privilegierung unterliegen. 